# Prnjavor (Trstenik)
Pour les articles homonymes, voir Prnjavor.
Prnjavor (en serbe cyrillique : Прњавор) est un village de Serbie situé dans la municipalité de Trstenik, district de Rasina. Au recensement de 2011, il comptait 318 habitants.

## Démographie
| 1948 | 1953 | 1961 | 1971 | 1981 | 1991 | 2002 | 2011 |
| ---- | ---- | ---- | ---- | ---- | ---- | ---- | ---- |
| 286  | 306  | 400  | 441  | 444  | 330  | 318  | 318  |

|  |